# Léon Thienpont
Pour les articles homonymes, voir Thienpont.
Léon-Louis-Camille-Jean Thienpont, né le 16 avril 1879 à Meulebeke et mort le 28 mai 1959 à Audenarde, est un homme politique belge catholique. Il fut ingénieur des Arts et Métiers.

## Fonctions et mandats
- Conseiller communal d'Audenarde : 1911
- Échevin d'Audenarde : 1921-1922
- Bourgmestre d'Audenarde : 1922-1959
- Sénateur : 
  - 1927-1932 : provincial de la province de Flandre-Orientale
  - 1932-1936 : élu de l'arrondissement d'Audenarde-Alost
  - 1936-1939 : provincial de la province de Flandre-Orientale

## Source
- Bio sur ODIS

- Ressource relative à plusieurs domaines :   - ODIS